# Max Cartier
 (février 2022).
Si vous disposez d'ouvrages ou d'articles de référence ou si vous connaissez des sites web de qualité traitant du thème abordé ici, merci de compléter l'article en donnant les références utiles à sa vérifiabilité et en les liant à la section « Notes et références ».
Max Cartier, né en 1935 à Draguignan, est un artiste plasticien et comédien niçois. Sculpteur de la mouvance de l’école de Nice, il vit et travaille à Levens.

## Filmographie
- 1960 : Rocco et ses frères de Luchino Visconti - Ciro Parondi
- 1961 : Le Roi des truands de Duilio Coletti -  Enrico
- 1961 : L'Assassin de Elio Petri -  Bruno
- 1962 : Salvatore Giuliano de Francesco Rosi -  Francesco (non crédité)